# Kinh tế Ý
Nền kinh tế Ý là nền kinh tế quốc gia lớn thứ ba của Liên minh châu Âu, lớn thứ tám tính theo GDP danh nghĩa của thế giới và lớn thứ 12 theo GDP (PPP). Ý là thành viên sáng lập của Liên minh châu Âu, Khu vực đồng tiền chung châu Âu, OECD, G7 và G20; Ý là nhà xuất khẩu lớn thứ 10 thế giới với giá trị xuất khẩu đạt 632 tỷ USD vào năm 2019. Các đối tác thương mại gần gũi nhất của Ý là các nước thuộc Liên minh châu Âu, chiếm khoảng 59% tổng thương mại quốc gia. Trong đó những đối tác thương mại lớn nhất sắp xếp theo thứ tự từ lớn đến bé về thị phần xuất khẩu là Đức (12,5%), Pháp (10,3%), Hoa Kỳ (9%), Tây Ban Nha (5,2%), UK (5,2%) và Thụy Sĩ (4,6%).
Trong giai đoạn sau Thế chiến thứ hai, Ý đã chuyển đổi từ một nền kinh tế nông nghiệp bị ảnh hưởng nặng nề bởi các cuộc chiến tranh thế giới thành một trong những quốc gia tiên tiến nhất thế giới và là quốc gia hàng đầu về thương mại và xuất khẩu. Theo Chỉ số Phát triển Con người, quốc gia này có mức sống rất cao. Theo đánh giá của The Economist, Ý có chất lượng cuộc sống cao thứ 8 thế giới. Ý là quốc gia có lượng dự trữ vàng lớn thứ ba thế giới là quốc gia có đóng góp ròng lớn thứ ba cho ngân sách của Liên minh châu Âu. Ngoài ra, Ý còn là một trong những quốc gia có tổng giá trị tài sản cá nhân cao nhất thế giới khi xếp ở vị trí thứ hai chỉ sau Hồng Kông về tỷ lệ tài sản tư nhân trên GDP.
Ý là quốc gia có ngành sản xuất lớn (đứng thứ hai ở EU, sau Đức) và là nhà xuất khẩu nhiều loại mặt hàng quan trọng bao gồm máy móc, xe cơ giới, dược phẩm, đồ nội thất, thực phẩm, quần áo và robot. Nhờ đó mà Ý có thặng dư thương mại đáng kể. Đất nước này cũng nổi tiếng với các lĩnh vực kinh tế kinh doanh sáng tạo và có tầm ảnh hưởng lớn trong đó có ngành nông nghiệp tiên tiến và cạnh tranh (Ý là nhà sản xuất rượu vang lớn nhất thế giới) và là nhà sản xuất các sản phẩm chất lượng cao, được thiết kế sáng tạo gồm có ô tô, tàu thủy, đồ gia dụng và quần áo hàng hiệu. Ý được coi là trung tâm tiêu thụ hàng xa xỉ lớn nhất ở Châu Âu và thứ ba trên toàn cầu.
Bất chấp những thành tựu quan trọng này, nền kinh tế của đất nước ngày nay vẫn đang gặp phải những vấn đề về mang tính hệ thống và phi hệ thống. Tốc độ tăng trưởng hàng năm thường thấp hơn mức trung bình của EU. Ý bị ảnh hưởng đặc biệt nặng nề gây ra bởi cuộc suy thoái cuối những năm 2000. Việc chi tiêu quá mức của chính phủ từ những năm 1980 đã khiến nợ công nước này tăng lên một cách nghiêm trọng. Ngoài ra, mức sống của người Ý có sự chênh lệch đáng kể giữa 2 miền Bắc - Nam: GDP bình quân đầu người ở khu vực Bắc Ý cao hơn mức trung bình của EU một cách đáng kể trong khi một số vùng và các tỉnh ở miền Nam nước Ý lại thấp hơn nhiều. Khu vực Trung Ý được xem là nơi có GDP bình quân bằng trung bình của hai vùng Bắc - Nam. Trong những năm gần đây, tốc đọ tăng trưởng GDP bình quân đầu người của Ý thấp hơn mức trung bình của Khu vực đồng tiền chung châu Âu, trong khi tỷ lệ việc làm của nước này vẫn tụt hậu hơn nhiều. Tuy nhiên, các nhà kinh tế vẫn đang tranh cãi về số liệu việc làm chính thức của quốc gia này vì số lượng lớn các việc làm phi chính thức (ước tính chiếm khoảng 10% đến 20% lực lượng lao động) đang tồn tại ở Ý khiến con số về tỷ lệ thất nghiệp tăng lên. Kinh tế ngầm chủ yếu tồn tại ở miền Nam và ít hiện diện hơn khi di chuyển dần lên phía Bắc của đất nước. Chính vì vậy, các số liệu kinh tế trên thực tế của miền Nam nước Ý gần như là ngang với Trung Ý.

## Lịch sử
Lịch sử kinh tế của Ý có thể được chia thành ba giai đoạn chính: giai đoạn đầu của cuộc đấu tranh sau khi đất nước thống nhất, đặc trưng bởi lượng người nhập cư cao và tốc độ tăng trưởng kinh tế trì trệ; giai đoạn giữa từ những năm 1890 đến những năm 1980 nơi có sự bắt kịp mạnh mẽ về khoa học và công nghệ so với các nước tiên tiến nhưng bị gián đoạn bởi cuộc đại suy thoái những năm 1930 và hai cuộc chiến tranh thế giới; giai đoạn cuối cùng đánh giấu sự tăng trưởng kinh tế chậm chạp đã trở nên trầm trọng hơn bởi cuộc suy thoái kép sau cuộc khủng hoảng tài chính toàn cầu năm 2008, và từ đó đất nước đang dần phục hồi mới chỉ trong những năm gần đây.

### Thời đại công nghiệp hóa

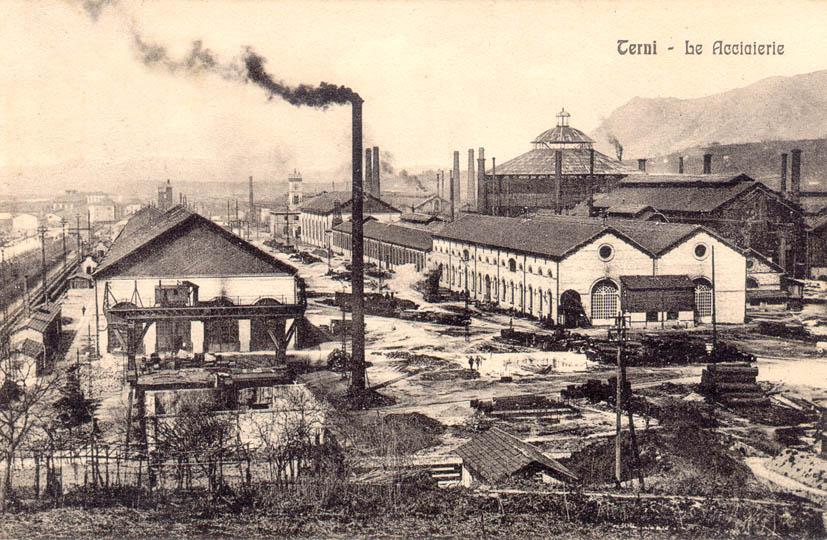
Những nhà máy thép ở Terni vào năm 1912.

Trước khi thống nhất, nền kinh tế của các tiểu quốc thuộc Ý ngày nay dựa nhiều vào nông nghiệp; tuy nhiên, thặng dư nông nghiệp tạo ra cái mà các nhà sử học gọi là sự chuyển đổi "tiền công nghiệp" ở cùng Tây Bắc nước Ý được bắt đầu từ những năm 1820 dẫn đến sự tập trung rộng rãi của các hoạt động sản xuất (chủ yếu là ngành thủ công), đặc biệt là ở Vương quốc Sardegna dưới sự cai trị tự do của Camillo Benso.
Sau khi Vương quốc Ý thống nhất ra đời vào năm 1861, tầng lớp thống trị đã nhận thức sâu sắc về sự lạc hậu của đất nước còn non trẻ này khi cho rằng GDP bình quân đầu người tính theo PPS chỉ bằng một nửa của Anh và thấp hơn khoảng 25% của Pháp và Đức. Trong những năm 1860 và 1870, hoạt động sản xuất còn lạc hậu và chỉ dừng lại với quy mô nhỏ trong khi khu vực nông nghiệp quá khổ là xương sống của nền kinh tế quốc dân. Đất nước này thiếu các mỏ than, sắt lớn cộng thêm tỷ lệ mù chữ cao. Trong những năm 1880, cuộc khủng hoảng nông trại nghiêm trọng dẫn buộc vùng thung lũng Po phải áp dụng các kỹ thuật canh tác hiện đại hơn, trong khi từ năm 1878 đến năm 1887, các chính sách bảo hộ mậu dịch đã được đưa ra với mục đích thiết lập cơ sở cho ngành công nghiệp nặng phát triển. Một số nhà máy sản xuất thép và sắt lớn tập trung quanh ở các khu vực có tiềm năng thủy điện cao, đặc biệt là tại chân núi Alpine và vùng Umbria thuộc miền trung nước Ý, trong khi Turin và Milan dẫn đầu quốc gia về số lượng các công ty hoạt động trong các lĩnh vực dệt may, hóa chất, kỹ thuật và ngân hàng còn tại Genoa là ngành đóng tàu dân sự và quân sự.
Tuy nhiên, sự lan tỏa của quá trình công nghiệp hóa đặc trưng cho khu vực Tây Bắc của đất nước lại không đến được vùng Venetia và đặc biệt là khu vực phía Nam. Kết quả là sự di cư của cộng đồng người Ý ra nước ngoài gồm có 26 triệu người chủ yếu trong những năm từ 1880 đến 1914; theo nhiều học giả, đây được coi là cuộc di cư lớn nhất trong thời kỳ đương đại. Trong suốt cuộc chiến tranh Thế giới thứ Nhất, nhà nước Ý vẫn còn non yếu đã chiến đấu và giành được chiến thắng, qua đó có thể trang bị và đào tạo khoảng 5 triệu tân binh. Nhưng chiến thắng này khiến Ý đã phải trả một cái giá khủng khiếp: vào cuối cuộc chiến, Ý đã mất 700.000 binh sĩ và gánh một khoản nợ có chủ quyền lên tới hàng tỷ lira.

### Chế độ Phát xít

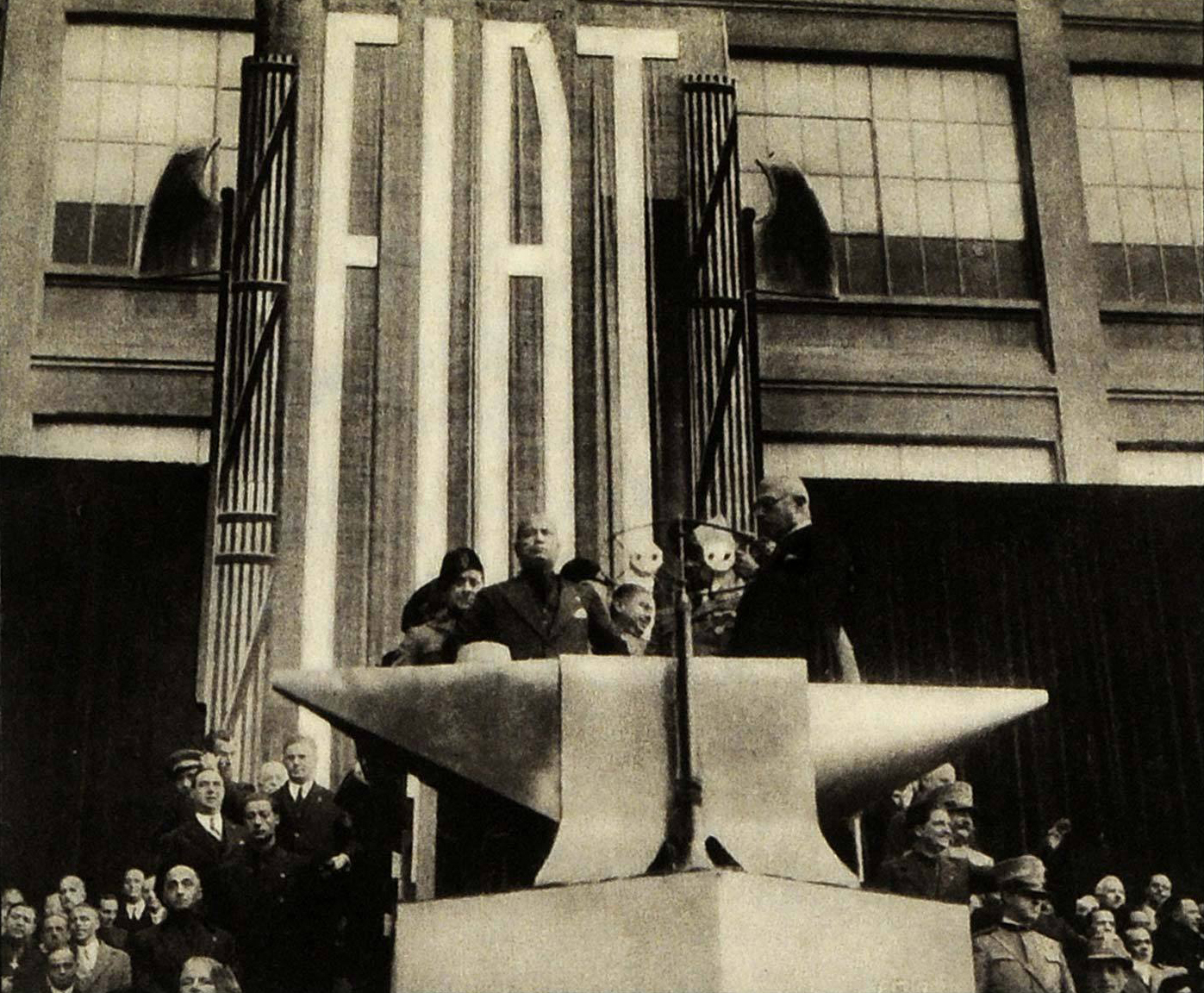
Benito Mussolini phát biểu tại nhà máy Lingotto của Fiat ở Turin năm 1932.

Kết thúc Chiến tranh thế giới thứ nhất, nước Ý rơi vào tình trạng nghèo nàn và suy yếu. Đảng Phát xít quốc gia do Benito Mussolini lãnh đạo lên nắm quyền vào năm 1922, đây là giai đoạn cuối của thời kỳ bất ổn xã hội trên toàn nước Ý. Tuy nhiên, khi Mussolini nắm được quyền lực vững chắc, chủ trương tự do kinh tế và thương mại đã dần dần bị loại bỏ, nền kinh tế chịu sự can thiệp trực tiếp đến từ phía chính phủ và chính sách bảo hộ mậu dịch.
Năm 1929, nền kinh tế quốc gia của Ý chịu sự tàn phá nặng nề gây ra bởi cuộc đại suy thoái. Để đối phó với cuộc khủng hoảng, chính phủ Phát xít đã quốc hữu hóa cổ phần các ngân hàng lớn có lượng tích lũy đáng kể chứng khoán công nghiệp và thành lập lên một công ty đại chúng với cái tên Viện Tái thiết Công nghiệp. Một số tổ chức hỗn hợp gồm các đại diện của chính phủ và các doanh nghiệp lớn được thành lập. Những đại diện này đã thảo luận về các chính sách kinh tế, cách thức thao túng giá cả và tiền lương nhằm đáp ứng mong muốn về mặt lợi ích của cả chính phủ và doanh nghiệp.
Mô hình kinh tế dựa trên mối quan hệ đối tác giữa chính phủ và doanh nghiệp này đã sớm được mở rộng sang cả lĩnh vực chính trị mà người ta gọi là chủ nghĩa nghiệp đoàn. Cùng thời điểm đó, chính sách đối ngoại hiếu chiến của Mussolini đã khiến chi tiêu quân sự ngày càng tăng. Sau cuộc xâm lược Ethiopia lần thứ hai, Ý đã can thiệp để hỗ trợ những người theo chủ nghĩa dân tộc của Franco trong cuộc Nội chiến Tây Ban Nha thời bấy giờ. Tính đến năm 1939, Ý là quốc gia có tỷ lệ doanh nghiệp nhà nước cao thứ nhì trên thế giới chỉ sau Liên Xô.
Việc Ý tham gia vào cuộc Chiến tranh Thế giới thứ Hai với tư cách là thành viên của phe Trục buộc quốc gia này phải thiết lập một nền kinh tế theo kiểu thời chiến. Sự kiện quân Đồng minh xâm lược Ý vào năm 1943 đã khiến cấu trúc chính trị - kinh tế của Ý nhanh chóng sụp đổ. Phe Đồng minh và quân Đức đã nắm quyền quản lý các khu vực thuộc quyền kiểm soát của chính phủ. Vào cuối giai đoạn chiến tranh, thu nhập bình quân đầu người của Ý ở mức thấp nhất kể từ đầu thế kỷ 20.

### Phép màu kinh tế thời hậu chiến

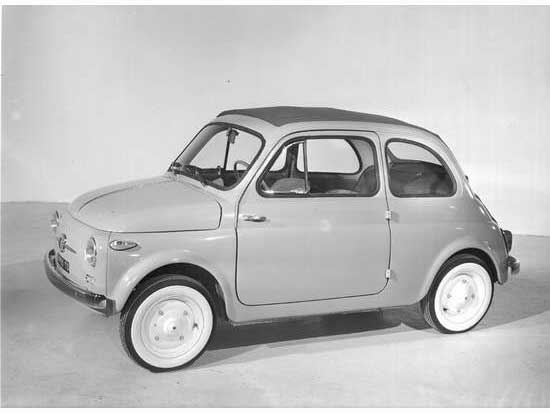
Mẫu xe Fiat 500 được ra mắt vào năm 1957 được coi là một biểu tượng cho phép màu kinh tế thời hậu chiến của Ý.

Sau khi Thế chiến II kết thúc, nước Ý nằm trong đống đổ nát và bị chiếm đóng bởi quân đội nước ngoài, điều làm gia tăng thêm khoảng cách phát triển kinh tế của quốc gia với các nền kinh tế tiên tiến hơn của châu Âu một cách trầm trọng. Tuy nhiên, logic địa chính trị mới đến từ cuộc Chiến tranh lạnh mà ở đó Ý, tuy là kẻ thù cũ của Mỹ trong Thế chiến II lại là một quốc gia bản lề giữa hai khu vực trọng yếu là Tây Âu và Địa Trung Hải hiện đang có một nền dân chủ mới và mỏng manh trước sự đe dọa bởi các lực lượng chiếm đóng của NATO cùng với vị trí địa lý ngay sát Bức màn sắt và sự hiện diện mạnh mẽ của Đảng Cộng sả ở nơi đây đã được Hoa Kỳ lựa chọn làm đồng minh quan trọng để phục vụ tham vọng về một Thế giới Tự do. Nhờ đó mà Ý đã được chọn nằm trong Kế hoạch Marshall khi nhận tới hơn 1,2 tỷ USD trong giai đoạn từ năm 1947 đến 1951.
Kế hoạch Marshall chấm dứt khiến đà phục hồi kinh tế chậm lại nhưng nó lại trùng với một thời điểm quan trọng đó là Chiến tranh Triều Tiên, đây là thời điểm mà nhu cầu về kim loại và các sản phẩm chế tạo đến từ Hoa Kỳ đã kích thích ngành sản xuất công nghiệp của Ý. Ngoài ra, việc thành lập Thị trường chung châu Âu vào năm 1957 mà ở đó Ý là thành viên sáng lập, đã cung cấp thêm nguồn đầu tư vào đất nước hơn và giảm bớt sự phục thuộc vào xuất khẩu.
Những điều kiện phát triển thuận lợi kể trên, kết hợp với sự hiện diện của một lực lượng lao động lớn, đã đặt nền tảng cho sự tăng trưởng kinh tế ngoạn mục kéo dài hầu như không bị gián đoạn bởi hàng loại những cuộc đình công quy mô lớn với tên gọi "Autunno caldo" đã gây ra tình trạng bất ổn xã hội trong giai đoạn 1969–70, sau đó cuộc Khủng hoảng dầu mỏ 1973 đã chính thức chấm dứt giai đoạn kinh tế bùng nổ trong một khoảng thời gian dài. Trong giai đoạn bùng nổ kinh tế đó, người ta tính toán rằng nền kinh tế của Ý đã có tốc độ tăng trưởng GDP bình quân là 5,8% mỗi năm trong giai đoạn 1951-1963 và 5% mỗi năm trong giai đoạn 1964-1973. Tốc độ tăng trưởng của Ý cao thứ hai trong số tất các nước thuộc khu vực châu Âu và thua kém không xa so với tỷ lệ của nước đứng đầu là Đức, nếu tính riêng trong số các nước thuộc OEEC thì chỉ có Nhật Bản là quốc gia có tốc độ tăng trưởng cao hơn.

### Những năm 1970 và 1980: từ lạm phát đình trệ đến "il sorpasso"

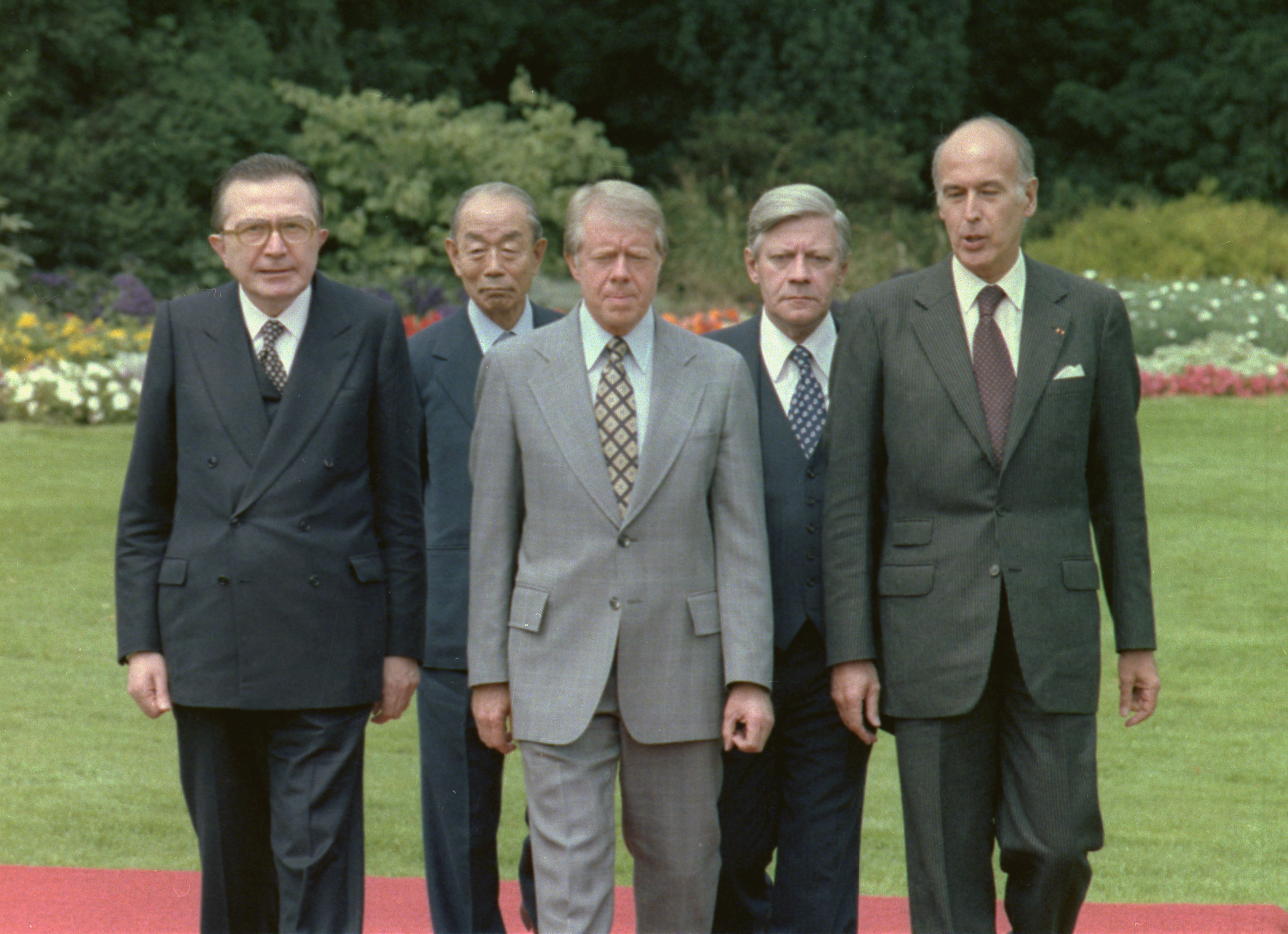
Thủ tướng Giulio Andreotti (ngoài cùng bên trái) cùng với các nhà lãnh đạo G7 tại Bonn vào năm 1978.

Những năm 1970 là thời kỳ hỗn loạn về kinh tế, chính trị và bất ổn xã hội ở Ý, nó được biết đến với cái tên Anni di piombo. Đây là thời kỳ mà tỷ lệ thất nghiệp tăng mạnh, đặc biệt là ở nhóm người trẻ tuổi, và đến năm 1977 đã có một triệu người dưới 24 tuổi rơi vào tình trạng thất nghiệp. Lạm phát tiếp tục trầm trọng hơn do giá dầu tăng trong năm 1973 và 1979. Thâm hụt ngân sách trở nên ngày một tệ và dường như không thể cứu vãn khi chiếm tới khoảng 10 phần trăm tổng sản phẩm quốc nội (GDP), cao hơn bất kỳ nước công nghiệp nào khác. Đồng lira thì liên tục mất giá, từ 560 lira 1 đô la Mỹ vào năm 1973 xuống còn 1.400 lira vào năm 1982.
Suy thoái kinh tế tiếp diễn vào giữa những năm 1980 cho đến khi một loạt các cải cách được đưa ra dẫn đến sự độc lập của Ngân hàng Ý khỏi nhà nước cùng với việc cắt giảm đáng kể chỉ số tiền lương đã khiến tỷ lệ lạm phát giảm mạnh từ 20,6% năm 1980 xuống 4,7% năm 1987. Sự ổn định mới về mặt kinh tế vĩ mô và chính trị đã dẫn đến "phép màu kinh tế" thứ hai, khi Ý trở thành quốc gia dẫn đầu về xuất khẩu nhờ dựa vào các Doanh nghiệp nhỏ và vừa chuyên sản xuất quần áo, đồ da, giày dép, đồ nội thất, dệt may, đồ trang sức và công cụ máy. Kết quả của sự tăng trưởng nhanh chóng này giúp Ý vượt qua nền kinh tế của Vương quốc Anh vào năm 1987 (đây là sự kiện được gọi là il sorpasso) để trở thành quốc gia giàu thứ tư trên thế giới sau Mỹ, Nhật Bản và Tây Đức. Sàn giao dịch chứng khoán Milan đã tăng vốn hóa thị trường của mình lên hơn 5 lần chỉ trong vòng vài năm.
Tuy nhiên, đằng sau sự phát triển nhanh chóng nền kinh tế Ý những năm 1980 lại bộc lộ một vấn đề: sự bùng nổ đến từ việc tăng năng suất và giá trị xuất khẩu, nhưng thâm hụt tài khóa không bền vững mới là yếu tố chính thúc đẩy tăng trưởng. Trong những năm 1990, các tiêu chí Maastricht mới đã siết chặt các yêu cầu về việc kiềm chế nợ công, vốn đã bằng 104% GDP của Ý vào năm 1992. Do đó, các chính sách kinh tế hạn chế đã làm trầm trọng thêm những tác động đến từ cuộc đại suy thoái toàn cầu đang diễn ra nên nền kinh tế của Ý. Sau một quãng thời gian ngắn phục hồi vào cuối những năm 1990, thuế suất cao và Bệnh Quan Liêu đã khiến nền kinh tế đất nước rơi vào tình trạng trì trệ từ năm 2000 đến năm 2008.

### Đại suy thoái

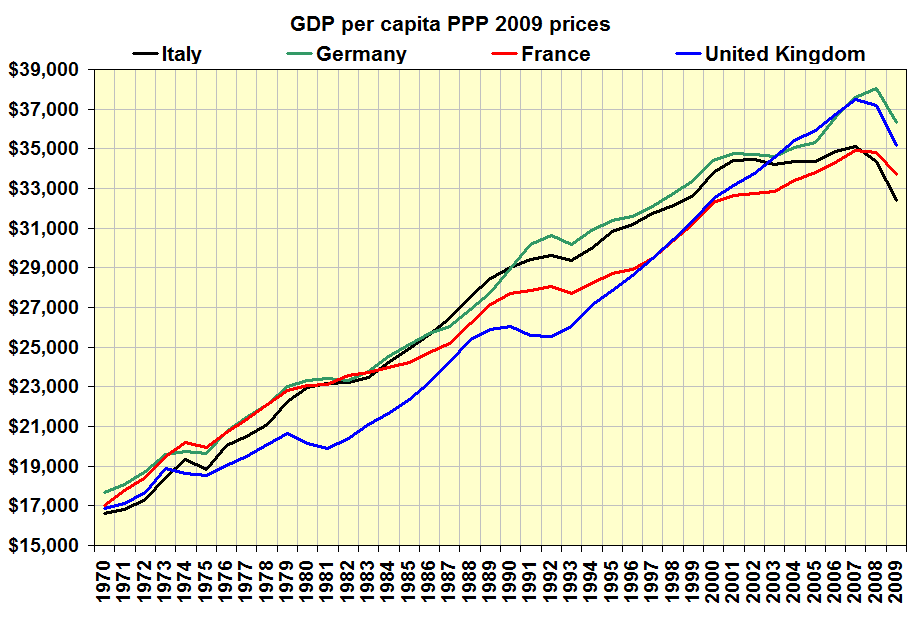
GDP bình quân đầu người của Ý, Pháp, Đức và Anh từ 1970 đến 2008.

Ý là một trong những quốc gia chịu sự ảnh hưởng nặng nề nhất bởi cuộc Đại suy thoái diễn ra trong giai đoạn 2008-2009 và Khủng hoảng nợ công châu Âu diễn ra sau đó. Tổng cộng nền kinh tế quốc dân đã giảm đi 6,76% trong suốt giai đoạn này và diễn ra liên tục trong vòng 7 quý liên tiếp. Vào tháng 11 năm 2011, lợi suất trái phiếu của Ý là 6,74% đối với trái phiếu có thời gian đáo hạn là 10 năm, mức lợi suất gần với con số 7% này khiến Ý được cho là đã mất quyền tiếp cận thị trường tài chính. Theo Eurostat, năm 2015 khoản nợ chính phủ Ý bằng 128% tổng GDP của nước này, con số này cao thứ hai trên thế giới và chỉ đứng sau Hy Lạp (175%). Tuy nhiên, phần lớn nợ công Ý thuộc sở hữu của các kiều bào Ý và mức tiết kiệm cá nhân của người dân nước này lại tương đối cao cộng thêm mức nợ tư nhân thấp nên khoản nợ công của Ý lại được coi là an toàn nhất trong số các nền kinh tế đang gặp khó khăn ở Châu Âu. Để có liệu pháp tức thời nhằm thoát ra khỏi cuộc khủng hoảng nợ và khởi động quá trình tăng trưởng kinh tế trở lại, Tổ chức chính phủ do nhà kinh tế học Mario Monti đứng đầu đã đưa ra một chương trình gồm các biện pháp thắt lưng buộc bụng trên quy mô lớn đã làm giảm thâm hụt nhưng lại khiến đất nước rơi vào cuộc suy thoái kép vào năm 2012 và 2013 đã vấp phải nhiều lời chỉ trích từ nhiều nhà kinh tế.

### Giai đoạn kinh tế phục hồi

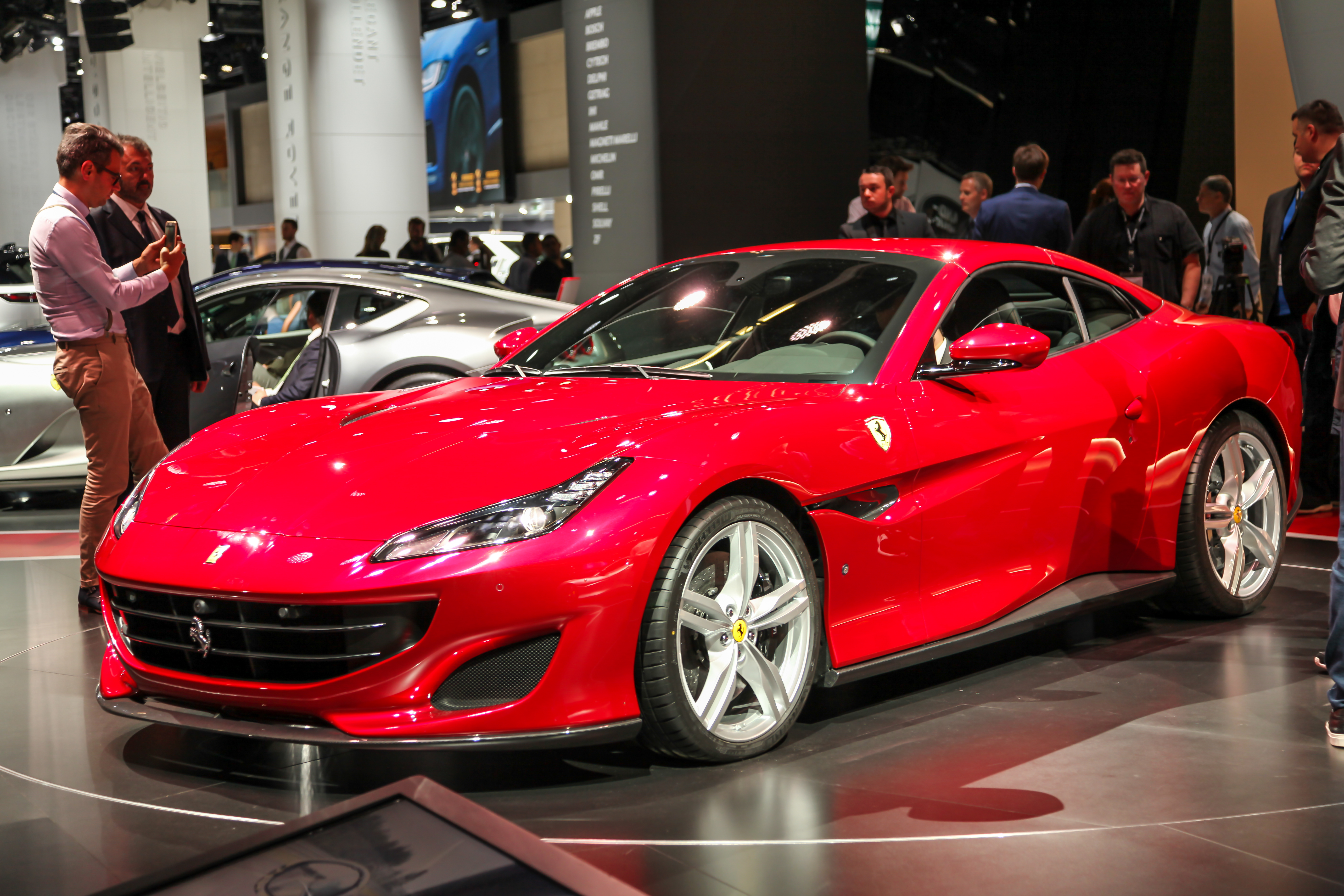
Mẫu xe Ferrari Portofino đại diện cho sức mạnh thương hiệu "Made in Italy" giúp củng cố thêm sức mạnh cho nền kinh tế Ý.

Trong giai đoạn 2014-2019, nền kinh tế đã phục hồi một phần sau những tổn thất thảm hại trong cuộc Đại suy thoái, chủ yếu nhờ vào xuất khẩu mạnh, nhưng tốc độ tăng trưởng vẫn thấp hơn mức trung bình của khu vực đồng Euro, có nghĩa là GDP của Ý năm 2019 vẫn thấp hơn 5% so với năm 2008.

#### Impact of the COVID-19 pandemic
Đầu tháng 2 năm 2020, Ý là quốc gia châu Âu đầu tiên chịu sự ảnh hưởng nặng nề bởi đại dịch COVID-19 sau đó đã lan rộng ra toàn thế giới. Nền kinh tế đã phải chịu một cú sốc lớn do hầu hết các hoạt động kinh tế của đất nước bị phong tỏa. Sau 3 tháng, đến cuối tháng 5 năm 2020, dịch bệnh đã được kiểm soát, nền kinh tế bắt đầu phục hồi đặc biệt là ở lĩnh vực sản xuất. Nhìn chung, kinh tế quốc gia đã có đà phục hồi trên cả mong đợi mặc dù GDP giảm mạnh như ở hầu hết các nước phương Tây.
Chính phủ Ý đã phát hành một loại tín phiếu kho bạc đặc biệt hay được gọi là BTP Futura như một khoản tài trợ khẩn cấp trước sự tàn phá của COVID-19, loại tín phiếu này đang chờ đợi sự chấp thuận đến từ phản ứng của Liên minh Châu Âu đối với đại dịch COVID-19. Cuối cùng, vào tháng 7 năm 2020, Hội đồng châu Âu đã phê duyệt quỹ tái thiết mang tên Next Generation EU trị giá 750 tỷ euro, trong đó 209 tỷ euro sẽ được dành cho Ý.

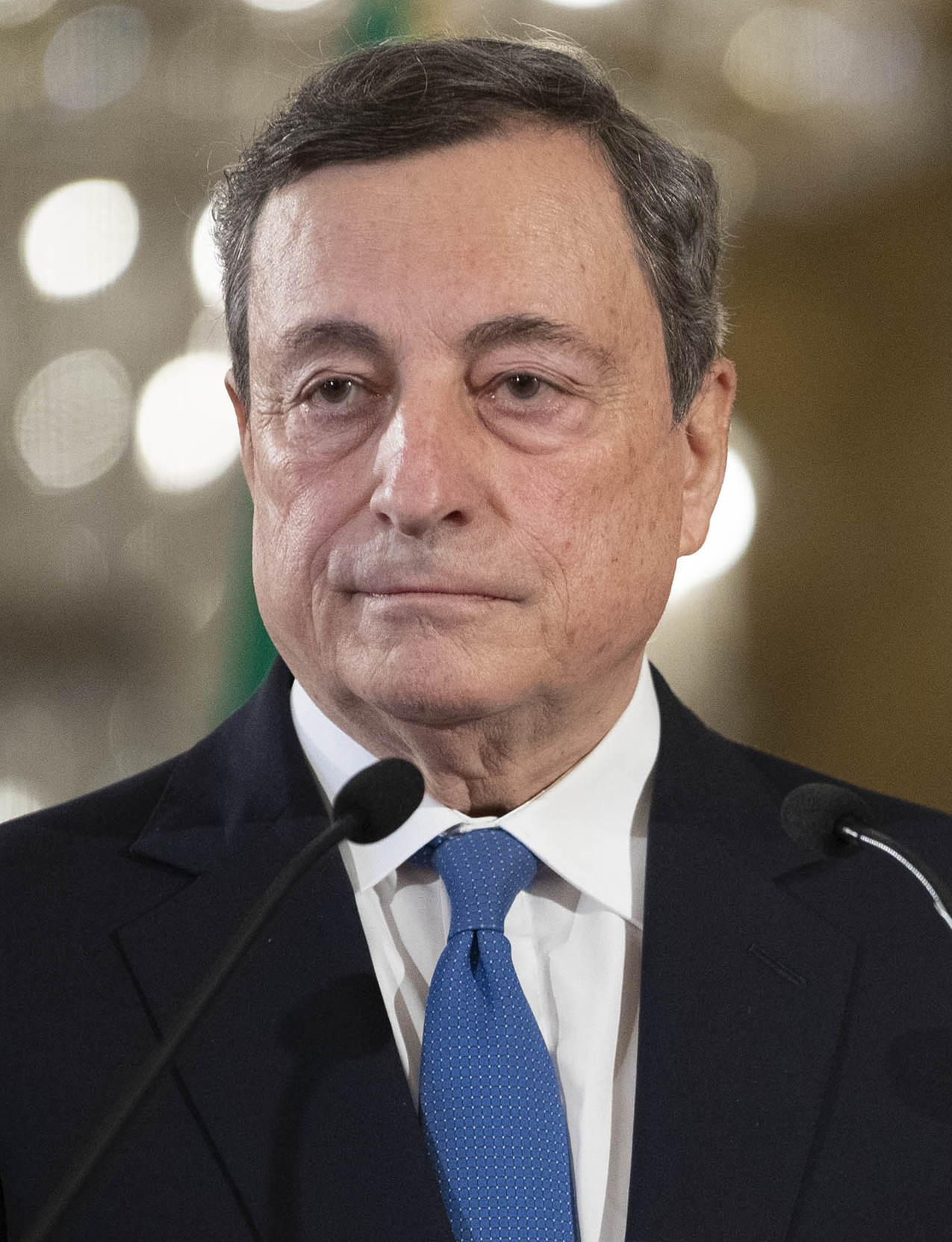
Mario Draghi, cựu chủ tịch Ngân hàng Trung ương châu Âu và là Thủ tướng Ý của chính phủ liên minh từ năm 2021

## Tổng quan

### Dữ liệu
Bảng sau đây cho thấy các chỉ tiêu kinh tế chính trong giai đoạn 1980–2020. Lạm phát dưới 2% có màu xanh lục.
| Năm  | GDP (tỷ Euro) | GDP bình quân (Euro) | Tốc độ tăng trưởng GDP (thực tế) | Tỷ lệ lạm phát (%) | Tỷ lệ thất nghiệp (%) | Nợ chính phủ (% GDP)     |
| ---- | ------------- | -------------------- | -------------------------------- | ------------------ | --------------------- | ------------------------ |
| 1980 | 213,0         | 3.777                | 3,4%                             | 21,8%              | 7,4%                  | n/a                      |
| 1981 | 255,2         | 4.517                | 0,8%                             | 19,5%              | 7,6%                  | n/a                      |
| 1982 | 301,2         | 5.328                | 0,4%                             | 16,5%              | 8,3%                  | n/a                      |
| 1983 | 350,7         | 6.200                | 1,2%                             | 14,7%              | 7,4%                  | n/a                      |
| 1984 | 400,9         | 7.088                | 3,2%                             | 10,7%              | 7,8%                  | n/a                      |
| 1985 | 450,0         | 7.952                | 2,8%                             | 9,0%               | 8,2%                  | n/a                      |
| 1986 | 497,5         | 8.790                | 2,9%                             | 5,8%               | 8,9%                  | n/a                      |
| 1987 | 544,2         | 9.617                | 3,2%                             | 4,7%               | 9,6%                  | n/a                      |
| 1988 | 604,8         | 10.683               | 4,2%                             | 5,1%               | 9,7%                  | 93,0%                    |
| 1989 | 664,0         | 11.721               | 3,4%                             | 6,2%               | 9,7%                  | 95,5%                    |
| 1990 | 722,8         | 12.749               | 2,1%                             | 6,4%               | 8,9%                  | 98,8%                    |
| 1991 | 789,6         | 13.915               | 1,5%                             | 6,2%               | 8,5%                  | 102,3%                   |
| 1992 | 830,9         | 14.636               | 0,8%                             | 5,0%               | 8,8%                  | 109,7%                   |
| 1993 | 855,9         | 15.062               | −0,9%                            | 4,5%               | 9,8%                  | 120,5%                   |
| 1994 | 905,2         | 15.926               | 2,2%                             | 4,2%               | 10,6%                 | 127,1%                   |
| 1995 | 985,0         | 17.328               | 2,3%                             | 5,4%               | 11,1%                 | 116,9%                   |
| 1996 | 1.043,1       | 18.350               | 1,3%                             | 4,0%               | 11,2%                 | 116,3%                   |
| 1997 | 1.089,9       | 19.162               | 1,8%                             | 1,8%               | 11,2%                 | 113,8%                   |
| 1998 | 1.135,5       | 19.954               | 1,6%                             | 2,0%               | 11,3%                 | 110,8%                   |
| 1999 | 1.171,9       | 20.593               | 1,6%                             | 1,7%               | 10,9%                 | 109,7%                   |
| 2000 | 1.239,3       | 21.771               | 3,7%                             | 2,6%               | 10,1%                 | 105,1%                   |
| 2001 | 1.298,9       | 22.803               | 1,7%                             | 2,3%               | 9,1%                  | 104,7%                   |
| 2002 | 1.345,8       | 23.610               | 0,2%                             | 2,6%               | 8,6%                  | 101,9%                   |
| 2003 | 1.390,7       | 24.313               | 0,2%                             | 2,8%               | 8,5%                  | 100,5%                   |
| 2004 | 1.448,4       | 25.134               | 1,6%                             | 2,3%               | 8,0%                  | 100,0%                   |
| 2005 | 1.489,7       | 25.656               | 1,0%                             | 2,2%               | 7,7%                  | 101,9%                   |
| 2006 | 1.548,5       | 26.553               | 2,0%                             | 2,2%               | 6,8%                  | 102,6%                   |
| 2007 | 1.609,6       | 27.495               | 1,5%                             | 2,0%               | 6,1%                  | 99,8%                    |
| 2008 | 1.632,2       | 27.647               | −1,1%                            | 3,5%               | 6,7%                  | 102,4%                   |
| 2009 | 1.572,9       | 26.457               | −5,5%                            | 0,7%               | 7,7%                  | 112,5%                   |
| 2010 | 1.604,5       | 26.873               | 1,7%                             | 1,6%               | 8,3%                  | 115,4%                   |
| 2011 | 1.637,5       | 27.313               | 0,6%                             | 2,9%               | 8,4%                  | 116,5%                   |
| 2012 | 1.613,3       | 26.813               | −2,8%                            | 3,3%               | 10,7%                 | 123,4%                   |
| 2013 | 1.604,6       | 26.518               | −1,7%                            | 1,2%               | 12,1%                 | 129,0%                   |
| 2014 | 1.621,9       | 26.682               | 0,1%                             | 0,1%               | 12,6%                 | 131,8%                   |
| 2015 | 1.652,1       | 27.174               | 0,9%                             | 0,1%               | 11,9%                 | 131,6%                   |
| 2016 | 1.689,8       | 27.855               | 1,1%                             | −0,1%              | 11,7%                 | 131,4%                   |
| 2017 | 1.727,3       | 28.510               | 1,5%                             | 1,3%               | 11,3%                 | 131,4%                   |
| 2018 | 1.757,0       | 29.049               | 0,9%                             | 1,2%               | 10,6%                 | 132,2%                   |
| 2019 | 1.771,5       | 29.166               | 0,1%                             | 0,7%               | 10,7%                 | 133,4%                   |
| 2020 | Giảm          | Giảm                 | −9,6%                            | 0,2%               | 12,7%                 | 159,8%                   |
| 2021 |               |                      |                                  |                    |                       | Giảm theo hướng tích cực |

### Các công ty
Trong số 500 công ty niêm yết trên thị trường chứng khoán lớn nhất thế giới theo doanh thu được xếp hạng bởi Fortune Global 500 vào năm 2016, 9 công ty có trụ sở tại Ý.
| Xếp hạng (toàn cầu) | Xếp hạng (Ý) | Công ty         | Nơi đặt trụ sở | doanh thu (tỷ Euro) | Lợi nhuận (Tỷ Euro) | Tổng số nhân viên (toàn cầu) | Lĩnh vực hoạt động chính |
| ------------------- | ------------ | --------------- | -------------- | ------------------- | ------------------- | ---------------------------- | ------------------------ |
| 19                  | 1            | Fiat            | Torino         | 152,6               | 0,83                | 225.587                      | Ô tô                     |
| 49                  | 2            | Generali Group  | Trieste        | 102,6               | 2,25                | 74.000                       | Bảo hiểm                 |
| 65                  | 3            | Eni             | Roma           | 93,0                | 1,33                | 80.911                       | Dầu khí                  |
| 78                  | 4            | Enel            | Roma           | 83,9                | 2,44                | 62.080                       | Tiện ích điện            |
| 224                 | 5            | Intesa Sanpaolo | Torino         | 42,2                | 3,04                | 90.807                       | Ngân hàng                |
| 300                 | 6            | UniCredit       | Milan          | 34,6                | 1,88                | 117.659                      | Ngân hàng                |
| 305                 | 7            | Poste italiane  | Roma           | 34,1                | 0,61                | 142.268                      | Dịch vụ bưu chính        |
| 404                 | 8            | Telecom Italia  | Milan          | 26,6                | 0,44                | 66.025                       | Viễn thông               |
| 491                 | 9            | Unipol          | Bologna        | 21,5                | 0,30                | 14.223                       | Bảo hiểm                 |

Số liệu là của năm 2016. Những số liệu in nghiêng là số liệu của quý 3 năm 2017

### Mức độ giàu có

Leonardo Del Vecchio.

Ý có hơn 1,4 triệu người sở hữu giá trị tài sản ròng lớn hơn 1 triệu đô la, tổng tài sản quốc gia là 11,857 nghìn tỷ đô la và là quốc gia có số tài sản ròng tích lũy lớn thứ 5 trên toàn cầu (chiếm 4,92% tổng số tài sản ròng thế giới). Theo Sách dữ liệu về tài sản toàn cầu năm 2013 của Credit Suisse, giá trị tài sản trung bình mà một người trưởng thành sỡ hữu là 138.653 đô la (xếp thứ 5 trên thế giới), trong khi theo Báo cáo tài sản toàn cầu của Allianz năm 2013, tài sản ròng trên đầu người của Ý là 45.770 euro (thứ 13 trên thế giới).
Dưới đây là danh sách 10 tỷ phú giàu nhất của Ý dựa trên đánh giá hàng năm về sự giàu có và số lượng tài sản nắm giữ do Forbes tổng hợp và công bố vào năm 2017.
| Xếp hạng (toàn cầu) | Xếp hạng (Ý) | Tên                          | Giá trị tài sản ròng nắm giữ (tỷ Đô la) | Nguồn thu nhập chính | Lĩnh vực hoạt động chính |
| ------------------- | ------------ | ---------------------------- | --------------------------------------- | -------------------- | ------------------------ |
| 29                  | 1            | Gia đình nhà Ferrero         | 25,2                                    | Ferrero SpA          | Thực phẩm                |
| 50                  | 2            | Leonardo Del Vecchio         | 17,9                                    | Luxottica            | Mắt kính                 |
| 80                  | 3            | Stefano Pessina              | 13,9                                    | Walgreens Boots      | Bán lẻ dược phẩm         |
| 133                 | 4            | Massimiliana Landini Aleotti | 9,5                                     | Menarini             | Dược phẩm                |
| 199                 | 5            | Silvio Berlusconi            | 7,0                                     | Fininvest            | Dịch vụ tài chính        |
| 215                 | 6            | Giorgio Armani               | 6,6                                     | Armani               | Fashion                  |
| 250                 | 7            | Augusto & Giorgio Perfetti   | 5,8                                     | Perfetti Van Melle   | Chế biến mứt kẹo         |
| 385                 | 8            | Paolo & Gianfelice Rocca     | 3,4                                     | Techint              | Tập đoàn                 |
| 474                 | 9            | Giuseppe De'Longhi           | 3,8                                     | DeLonghi             | Đồ gia dụng kích cỡ nhỏ  |
| 603                 | 10           | Patrizio Bertelli            | 3,3                                     | Prada                | Thời trang               |

### Số liệu theo vùng

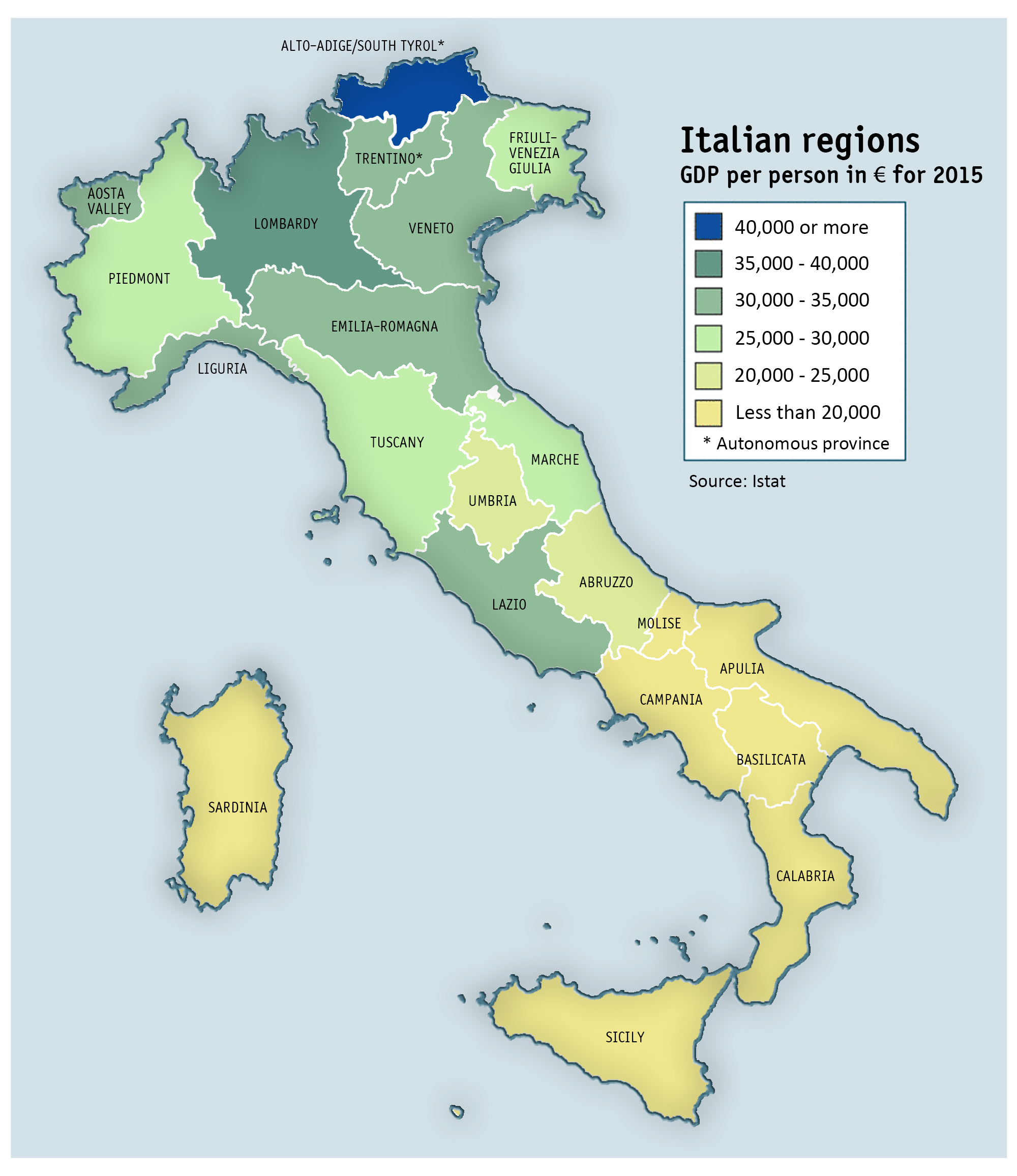
Bản đồ về số liệu GDP bình quân đầu người từng vùng của Ý.

| Xếp hạng | Vùng                  | GDP (triệu Euro) | % GDP toàn quốc | Bình quân đầu người (Euro) |
| -------- | --------------------- | ---------------- | --------------- | -------------------------- |
| –        | Ý                     | 1,645,439        | 100.00          | 27,045                     |
| 1        | Lombardia             | 357,200          | 21,71           | 35,885                     |
| 2        | Lazio                 | 192,642          | 11,09           | 30,967                     |
| 3        | Veneto                | 151,634          | 9,21            | 30,843                     |
| 4        | Emilia-Romagna        | 149,525          | 9,08            | 33,558                     |
| 5        | Piedmont              | 127,365          | 7,74            | 28,870                     |
| 6        | Toscana               | 110,332          | 6,70            | 29,446                     |
| 7        | Campania              | 100,544          | 6,11            | 17,187                     |
| 8        | Sicilia               | 87,383           | 5,31            | 17,068                     |
| 9        | Apulia                | 72,135           | 4,38            | 17,166                     |
| 10       | Liguria               | 47,663           | 2,90            | 30,438                     |
| 11       | Marche                | 40,593           | 2,47            | 25,971                     |
| 12       | Trentino-Nam Tirol    | 40,096           | 2,44            | 37,813                     |
| 13       | Friuli-Venezia Giulia | 35,669           | 2,17            | 29,147                     |
| 14       | Calabria              | 32,795           | 1,99            | 16,467                     |
| 15       | Abruzzo               | 32,592           | 1,98            | 24,160                     |
| 16       | Sardegna              | 32,481           | 1,97            | 19,306                     |
| 17       | Umbria                | 21,438           | 1,30            | 23,735                     |
| 18       | Basilicata            | 11,449           | 0,69            | 19,473                     |
| 19       | Molise                | 6,042            | 0,36            | 18,891                     |
| 20       | Aosta Valley          | 4,374            | 0,27            | 34,301                     |

### Sự chênh lệch giàu nghèo giữa Bắc-Nam
Ngay từ khi nước Ý thống nhất vào năm 1861, sự phân hóa về mặt kinh tế đã sớm tồn tại và ngày một gia tăng giữa các tỉnh phía bắc và nửa khu vực ở phía nam. Khoảng cách này chủ yếu gây ra bởi các chính sách dành riêng cho từng khu vực được lựa chọn bởi người Piedmont, sở dĩ có điều này là do họ là những người thống trị các chính phủ hậu thống nhất đầu tiên. Bằng chứng chính là cuộc cải cách theo chủ nghĩa bảo hộ năm 1887, cuộc cải cách này thay vì bảo vệ các ngành trồng trọt hiện diện chủ yếu ở miền Nam đất nước đang bị đè bẹp bởi sự sụt giá nông sản những năm 1880, đã bảo hộ ngành chăn nuôi, trồng lúa mì ở Thung lũng Po; đồng thời những ngành sản xuất và dệt may ở miền Bắc đã sống sót trong giai đoạn khó khăn này nhờ sự can thiệp của nhà nước. Trên thực tế, vùng Po Valley thống trị việc phân bổ các hợp đồng quần áo quân sự, trong khi các tỉnh thuộc miền Bắc được độc quyền giấy phép khai thác than và các hợp đồng công cộng. Một logic tương tự đó là hướng đến việc phân bổ sự độc quyền trong các lĩnh vực chế tạo tàu hơi nước và hàng hải, và hơn hết là chi tiêu công trong lĩnh vực đường sắt, chiếm 53% trong tổng số các ngành năm 1861-1911 đến hai khu vực kể trên. Tình trạng chênh lệch giàu nghèo giữa Bắc-Nam tiếp tục trở lên tồi tệ hơn khi mà các nguồn lực cần thiết để tài trợ cho nỗ lực chi tiêu công này có được thông qua việc áp thuế tài sản đất đai rất mất cân đối giữa hai vùng, điều này đã ảnh hưởng đến nguồn tiết kiệm chủ yếu dành cho đầu tư vào các lĩnh vực tăng trưởng mà không có hệ thống ngân hàng phát triển. Nói một cách rõ ràng hơn thì cuộc cải cách năm 1864 đã ấn định doanh thu mục tiêu là 125 triệu sẽ được lấy từ 9 quận trên cả nước tồn tại như các tiểu bang đơn nhất thời bấy giờ. Do chính phủ không có khả năng ước tính khả năng sinh lợi đến từ đất đai mà chủ yếu là do sự khác biệt lớn giữa các cơ quan quản lý khu vực cho nên chính sách này đã gây ra sự khác biệt lớn về nguồn thu giữa 2 vùng Bắc-Nam. Để minh họa rõ hơn cho vấn đề này, Nhà nước Giáo hoàng trước đây (Trung Ý ngày nay) sẽ phải nộp 10% doanh thu đến từ tài sản sản đất đai, trong khi đối với Vương quốc Hai Sicilia cũ (Nam Ý ngày nay) sẽ là 40% và nhà nước còn lại, Vương quốc Sardegna cũ (Bắc Ý ngày nay) là 21%. Để giảm bớt gánh nặng này, một khoản phụ phí 20% đã được thêm vào năm 1868.
Cuộc cải cách địa chính vào năm 1886 đã mở đường cho các chính sách bình đẳng hơn và sau khi Chiến tranh thế giới thứ nhất kết thúc, sự hài hòa về thuế suất đã được ban bố thế nhưng những tác động mang tính kinh niên trước đây khiến tình hình chênh lệch giữa hai vùng Nam-Bắc là không thể xóa nhòa vào thời điểm đó. Trong khi một khu vực sản xuất phát triển mạnh mẽ thực sự đã được hình thành ở miền Bắc thì sự đan xen giữa việc chi tiêu công thấp và thuế suất cao đã siết chặt nguồn vốn đầu tư chảy vào miền Nam đến mức ngành công nghiệp địa phương và nông nghiệp hướng tới xuất khẩu bị xóa sổ. Hơn nữa, việc khai thác nguồn tài nguyên của khu vực phía Nam quá mức đã phá hủy mối quan hệ giữa nhà nước trung ương và người dân ở miền Nam đã mở đầu cho cuộc nội chiến đầu tiên có tên là Brigandage, cuộc nội chiến này đã khiến khoảng 20.000 người thiệt mạng vào năm 1864, buộc vương quốc phía Nam phải thực hiện quân sự hóa và sau đó là sự di cư ồ ạt từ năm 1892 đến năm 1921.
Sau sự trỗi dậy của Benito Mussolini, Cesare Mori - người được mệnh danh là "Prefetto di Ferro" đã phần nào đánh bại các tổ chức tội phạm vốn đã hùng mạnh và đang phát triển mạnh mẽ ở miền Nam. Tư tưởng phát xít nhằm thành lập Đế quốc Ý đã biến các cảng biển ở miền Nam nước Ý trở thành vị trí chiến lược đối với mọi hoạt động thương mại đến các nước thuộc địa. Sau chiến dịch xâm lược miền Nam nước Ý, quân Đồng minh đã khôi phục quyền lực của các gia đình mafia từng bị tiêu diệt trong thời kỳ Phát xít nhằm sử dụng tầm ảnh hưởng của chúng để duy trì trật tự công cộng.
Vào những năm 1950, một chính sách mang tên Cassa per il Mezzogiorno đã được thiết lập bởi chính phủ nhằm giúp đẩy mạnh công nghiệp hóa miền Nam theo hai cách: thứ nhất là thông qua cải cách ruộng đất để tạo ra 120.000 tiểu điền mới và thứ hai là thông qua "Chiến lược Cực tăng trưởng" mà theo đó 60% tất cả các khoản đầu tư của chính phủ sẽ được dành cho miền Nam, nhờ vậy có thể thúc đẩy nền kinh tế khu vực bằng cách thu hút vốn đầu tư mới và các doanh nghiệp địa phương để cung cấp thêm việc làm. Tuy nhiên, phần lớn các mục tiêu kể trên đều bất thành, và kết quả là miền Nam ngày càng trở nên bao cấp và phụ thuộc vào nhà nước, không có khả năng tự tạo ra tăng trưởng cho khu vực tư nhân.
Cho đến ngày nay, sự chênh lệch giữa các khu vực hai miền vẫn tồn tại. Các vấn đề kinh niên chưa thể giải quyết ở miền Nam nước Ý là tham nhũng chính trị đang lan rộng, các băng nhóm tội phạm có tổ chức vẫn còn hiện diện ở nhiều nơi tỷ lệ thất nghiệp rất cao. Năm 2007, người ta ước tính rằng khoảng 80% doanh nghiệp ở hai thành phố Catania và Palermo thuộc đảo Sicilia phải trả tiền bảo kê mới có thể hoạt động; nhờ có phong trào chống nộp thuế cho mafia Addiopizzo, mũi súng của các mafia trên vùng đảo này đang dần dần mất đi sức mạnh. Bộ Nội vụ Ý báo cáo rằng số lợi nhuận mà các băng nhóm tội phạm có tổ chức ở Ý thu được hàng năm được ước tính lên đến 13 tỷ Euro.

## Các khu vực kinh tế

### Khu vực kinh tế thứ nhất

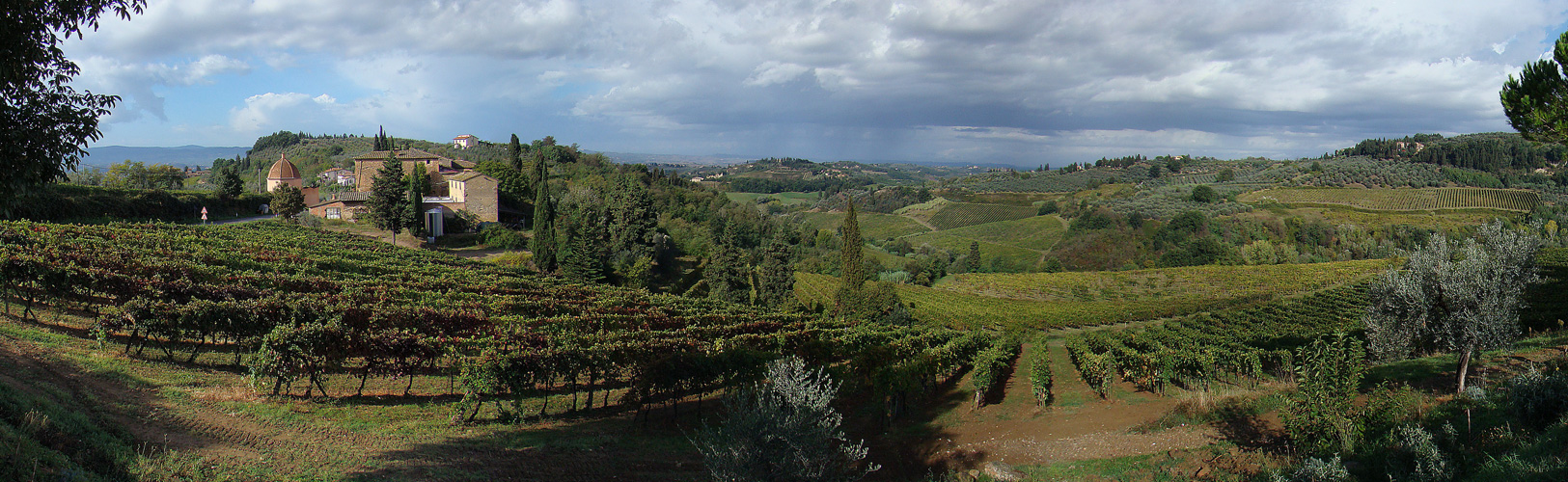
Vườn nho gần Certaldo, Toscana. Ý là nhà sản xuất rượu vang hàng đầu thế giới (chiếm 22% thị trường toàn cầu).

Theo một cuộc điều tra gần đây nhất về dân số quốc gia làm việc trong lĩnh vực nông nghiệp, có tổng cộng 1,6 triệu trang trại trên khắp nước Ý vào năm 2010 (ít hơn 32,4% so với con số của năm 2000) với tổng diện tích là 12,7 triệu ha (63% trong số đó nằm ở miền Nam nước Ý). Phần lớn trong số đó (99%) là sản xuất theo hình thức gia đình với quy mô nhỏ và trung bình với tổng diện tích chỉ 8 ha. Trong tổng số diện tích bề mặt được sử dụng trong nông nghiệp (không bao gồm lâm nghiệp), 31% trong số đó là được dùng để trồng ngũ cốc, 8,2% là vườn cây ô liu, 5,4% là vườn nho, 3,8% là vườn cam quýt, 1,7% là củ cải đường và 2,4% để làm vườn. Phần còn lại chủ yếu là đồng cỏ (25,9%) và hạt dùng để chăn nuôi (11,6%). Phần phía bắc của Ý chủ yếu sản xuất ngô, gạo, củ cải đường, đậu tương, thịt, trái cây và các sản phẩm từ sữa, trong khi miền Nam chuyên sản xuất lúa mì và những loại trái cây họ cam quýt. Tổng cơ cấu ngành chăn nuôi gồm 6 triệu con trâu bò, 8,6 triệu con lợn, 6,8 triệu con cừu và 0,9 triệu con dê. Trong khi đối với ngành đánh bắt và nuôi trồng thủy sản bao gồm cả  động vật giáp xác và thân mềm, tổng sản lượng hàng năm là khoảng 480.000 tấn.
Ý là nhà sản xuất rượu vang lớn nhất trên thế giới và là một trong những nhà sản xuất dầu ô liu, trái cây (táo, ô liu, nho, cam, chanh, lê, mơ, hạt phỉ, đào, anh đào, mận, dâu tây và kiwi) và các loại rau (đặc biệt là atisô và cà chua) hàng đầu. Hai loại rượu vang Ý nổi tiếng nhất là Tuscan Chianti và Piedmontese Barolo. Ngoài ra còn có Barbaresco, Barbera d'Asti, Brunello di Montalcino, Frascati, Montepulciano d'Abruzzo, Morellino di Scansano, Amarone della Valpolicella DOCG và những loại vang sủi Franciacorta và Prosecco. Những loại hàng hóa chất lượng cao cấp mà Ý chuyên sản xuất là rượu vang và pho mát đậm chất địa phương được bảo hộ dưới nhãn đảm bảo chất lượng DOC/DOP. Đây là loại giấy chứng nhận chỉ dẫn địa lý do Liên minh Châu Âu cấp, được coi là quan trọng để tránh nhầm lẫn với các thế phẩm có chất lượng thấp được sản xuất hàng loạt.

### Khu vực kinh tế thứ hai
Ý có số lượng các tập đoàn đa quốc gia toàn cầu ít hơn so với các nền kinh tế khác có cùng quy mô nhưng lại có một số lượng lớn các doanh nghiệp nhỏ và vừa, các doanh nghiệp này thường tập trung thành những cụm tạo thành xương sống cho ngành công nghiệp Ý. Điều này dẫn đến việc một khu vực sản xuất thường tập trung vào xuất khẩu các sản phẩm hướng tới thị trường ngách xa xỉ, vốn ít có khả năng cạnh tranh về số lượng nhưng lại đứng trước nguy cơ phải đối mặt với sự cạnh tranh đến từ các nền kinh tế mới nổi nhờ có chi phí lao động thấp nên chất lượng sản phẩm cao hơn. Các khu công nghiệp đều được khu vực hóa: ở Tây Bắc có một nhóm lớn các ngành công nghiệp hiện đại hay còn được gọi là "tam giác công nghiệp" (Milan-Turin-Genoa), nơi có một cụm công nghiệp chuyên sản xuất máy móc, ô tô, tàu bay vũ trụ và đóng tàu; còn ở Đông Bắc là khu vực phát triển kinh tế và xã hội chủ yếu xoay quanh các doanh nghiệp gia đình, vừa và nhỏ tuy trình độ công nghệ thấp hơn nhưng lại có trình độ thủ công cao, chuyên về máy móc, quần áo, sản phẩm da, giày dép, đồ gỗ, dệt may, máy công cụ, phụ tùng, thiết bị gia dụng và đồ trang sức. Những thương hiệu xe sang như Ferrari, Lamborghini, Maserati và Ducati đều được sản xuất ở vùng Emilia-Romagna thuộc vùng Đông Bắc. Ở miền trung nước Ý hầu hết có các công ty vừa và nhỏ chuyên về các sản phẩm như dệt may, da thuộc, đồ trang sức và cả máy móc.

### Khu vực kinh tế thứ ba
Nguồn gốc của ngân hàng hiện đại có thể đã bắt nguồn từ thời kỳ Trung cổ và đầu thời kỳ Phục hưng ở Ý tại các thành phố giàu có như Firenze, Lucca, Siena, Venice và Genova. Các gia đình Bardi và Peruzzi đã thâu tóm hầu hết các ngân hàng ở Firenze vào thế kỷ 14 và thành lập lên các chi nhánh ở nhiều khu vực khác của châu Âu. Một trong những ngân hàng nổi tiếng nhất của Ý là Ngân hàng Medici do Giovanni di Bicci de' Medici thành lập vào năm 1397. Ngân hàng tiền gửi nhà nước sớm nhất từng được biết đến là Ngân hàng Saint George được thành lập vào năm 1407 tại Genova, trong khi đó Ngân hàng Monte dei Paschi di Siena được thành lập vào năm 1472 là ngân hàng lâu đời nhất thế giới còn hoạt động. Ngày nay, trong số các công ty dịch vụ tài chính, UniCredit là một trong những ngân hàng lớn nhất ở Châu Âu tính theo vốn hóa và Assicurazioni Generali là tập đoàn bảo hiểm lớn thứ hai trên thế giới theo doanh thu chỉ sau AXA.
Sau đây là danh sách các ngân hàng và tập đoàn bảo hiểm lớn của Ý được xếp hạng theo tổng tài sản và tổng doanh thu phí bảo hiểm.
Tính đến 31 tháng 12 năm 2013
| Xếp hạng | Công ty                            | Trụ sở chính | Tài sản (triệu EUR) |
| -------- | ---------------------------------- | ------------ | ------------------- |
| 1        | UniCredit                          | Milan        | 982.151             |
| 2        | Intesa Sanpaolo                    | Torino       | 676.798             |
| 3        | Banca Monte dei Paschi di Siena    | Siena        | 197.943             |
| 4        | Banco Popolare                     | Verona       | 123.743             |
| 5        | UBI Banca                          | Bergamo      | 121.323             |
| 6        | Banca Nazionale del Lavoro         | Roma         | 84.892              |
| 7        | Mediobanca                         | Milan        | 72.428              |
| 8        | Banca Popolare dell'Emilia Romagna | Modena       | 61.266              |
| 9        | Banca Popolare di Milano           | Milan        | 49.257              |
| 10       | Cariparma                          | Parma        | 48.235              |

| Xếp hạng | Công ty                   | Trụ sở chính | Doanh thu (triệu EUR) |
| -------- | ------------------------- | ------------ | --------------------- |
| 1        | Assicurazioni Generali    | Trieste      | 70.323                |
| 2        | Poste Vita                | Roma         | 18.238                |
| 3        | Unipol                    | Bologna      | 15.564                |
| 4        | Intesa Sanpaolo           | Torino       | 12.464                |
| 5        | Cattolica Assicurazioni   | Verona       | 5.208                 |
| 6        | Reale Mutua Assicurazioni | Torino       | 3.847                 |
| 7        | Vittoria Assicurazioni    | Milan        | 1.281                 |

## Cơ sở hạ tầng

### Năng lượng và tài nguyên thiên nhiên

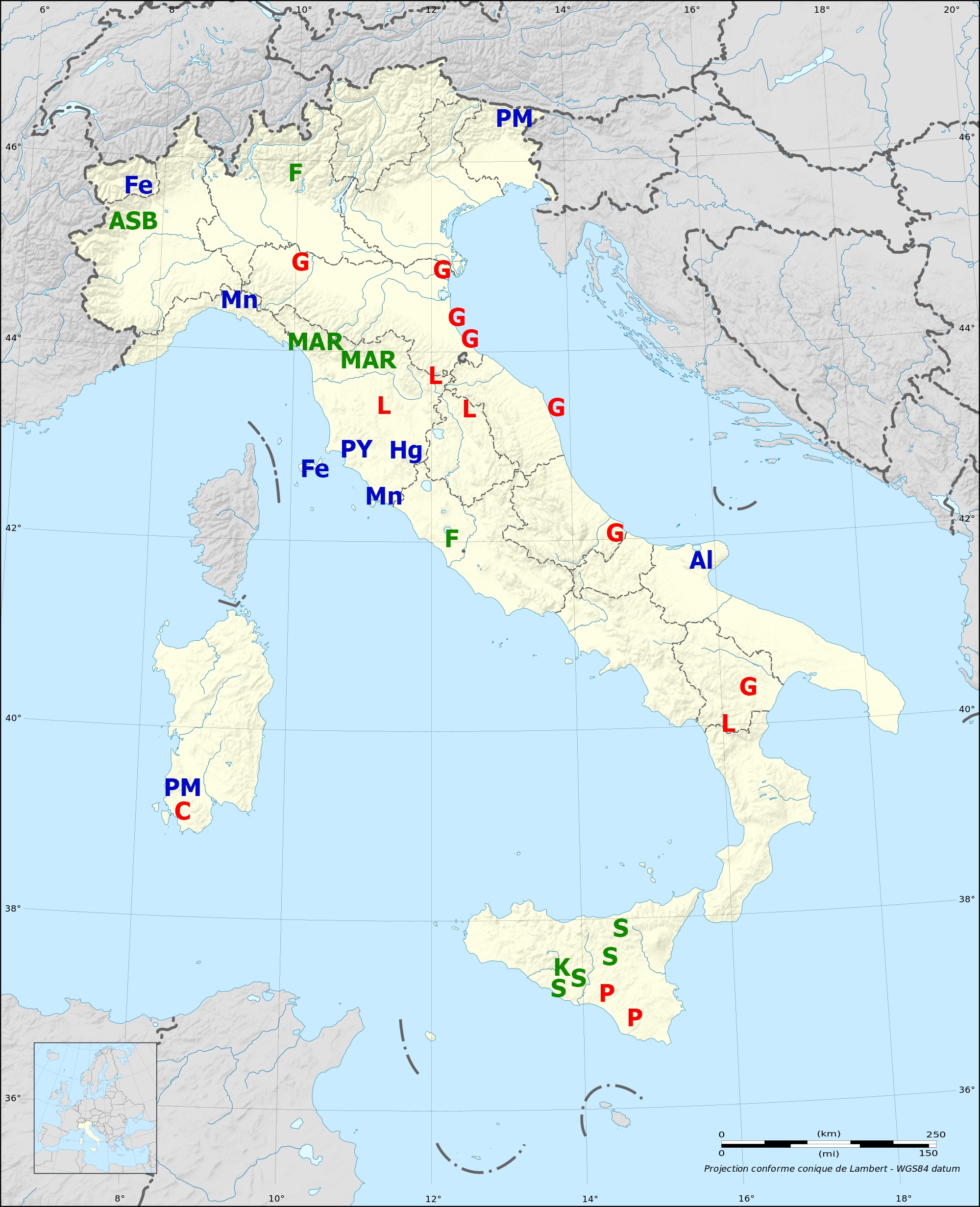
Bản đồ về sự phân bố tài nguyên thiên nhiên của Ý. Kim loại là những ký hiệu có màu xanh dương (Al – quặng nhôm, Mg— Ma-giê, Fe – quặng sắt, Hg — thủy ngân, PM – các quặng đa kim (Cu, Zn, Ag, Pb), PY — pyrit). Nhiên liệu hóa thạch là những ký hiệu màu đỏ (C – than, G – khí thiên nhiên, L — than nâu, P – dầu mỏ). Các khoáng chất phi kim có màu xanh lục (ASB — amiăng, F — fluorit, K — kali, MAR — đá hoa, S — lưu huỳnh).

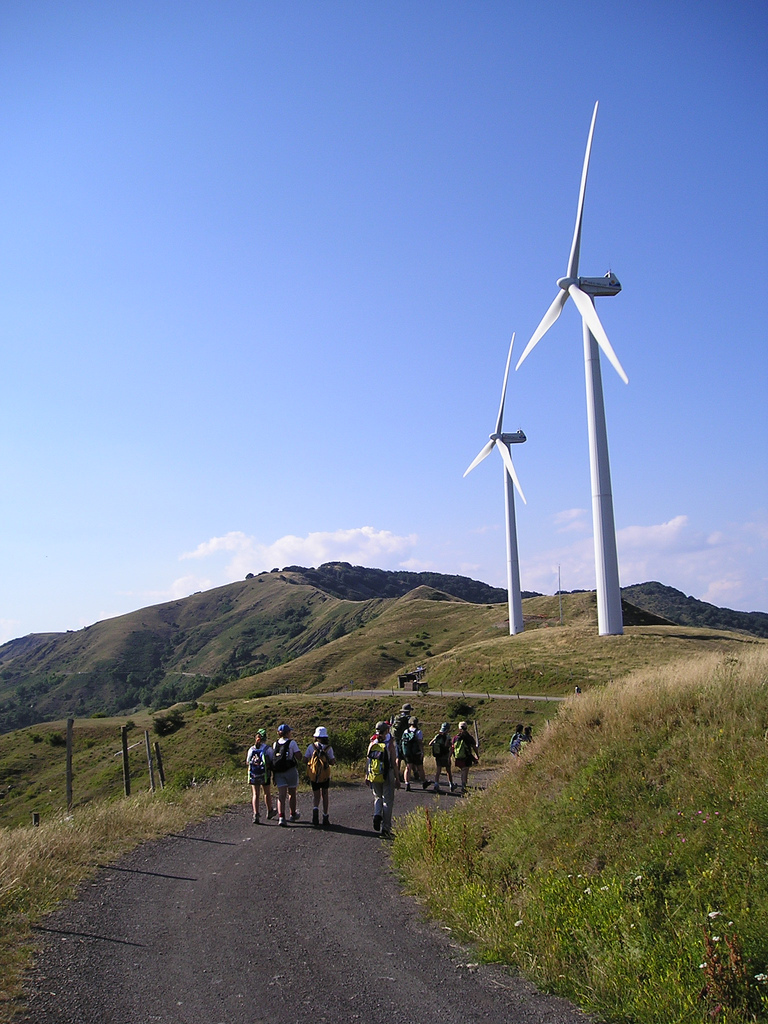
Turbine gió ở Varese Ligure.

Vào đầu những năm 1970, Ý chủ yếu các nguồn tài nguyên thiên nhiên như pyrit (ở Maremma thuộc vùng Toscana), amiăng (tại các mỏ Balangero), fluorit (được tìm thấy nhiều ở đảo Sicilia) và muối. Đồng thời cũng tự cung cấp nhôm  (từ Gargano), lưu huỳnh (từ đảo Sicilia), chì và kẽm (từ đảo Sardegna). Tuy nhiên, vào đầu những năm 1990, Ý đã bị tụt lại trên các bảng xếp hạng thế giới về sản lượng khai thác và không còn tự cung tự cấp được các nguồn tài nguyên như đã kể trên. Các quặng sắt, than và dầu hầu như đã bị khai thác toàn bộ. Ngoài ra, trữ lượng khí đốt tự nhiên của nước này không còn nhiều, chủ yếu số còn sót lại nằm tại Thung lũng Po và ngoài khơi biển Adriatic, đây đều là những loại tài nguyên mới được phát hiện trong những năm gần đây khiến nó trở thành nguồn tài nguyên khoáng sản quan trọng nhất của đất nước. Ý là một trong những nhà sản xuất đá bọt, pozzolan và felspat lớn nhất thế giới. Ngoài ra Ý còn có nguồn tài nguyên khoáng sản khác rất nổi tiếng là đá hoa đặc biệt là đá hoa Carrara trắng nổi tiếng thế giới được tìm thấy tại các mỏ đá Massa và Carrara ở Toscana. Hầu hết các nguồn nguyên liệu thô cần thiết cho sản xuất và hơn 80% các nguồn năng lượng của đất nước đều được nhập khẩu (99,7% là nhiên liệu rắn, 92,5% là dầu mỏ, 91,2% khí tự nhiên và 13% điện). Do phụ thuộc vào nhập khẩu, một người Ý trung bình sẽ phải trả nhiều hơn khoảng 45% so với mức trung bình của các quốc gia khác thuộc EU cho tiền điện.
Ý từng có bốn lò phản ứng hạt nhân vào những năm 1980, tuy nhiên đến năm 1987, sau sự kiện thảm họa Chernobyl, phần lớn người Ý đã thông qua một cuộc trưng cầu dân ý về việc loại bỏ dần các nhà máy điện hạt nhân ở Ý. Chính phủ đã phản hồi ngay lập tức bằng cách đóng cửa các nhà máy điện hạt nhân hiện hiện đang hoạt động và ngừng tất cả các dự án có liên quan đang được triển khai, mặc dù vậy các chương trình năng lượng hạt nhân ở nước ngoài vẫn được phép hoạt động. Công ty điện lực quốc gia Enel có vận hành bảy lò phản ứng hạt nhân ở Tây Ban Nha (thông qua công ty Endesa) và bốn ở Slovakia (thông qua công ty Slovenské elektrárne), vào năm 2005 công ty đã thực hiện một thỏa thuận với Tập đoàn Điện lực Pháp để xây dựng một lò phản ứng hạt nhân ở Pháp. Nhờ có các thỏa thuận này, Ý vẫn có thể tiếp tục thực hiện vai trò quản lý để tiếp cận nguồn năng lượng hạt nhân và tham gia trực tiếp vào công việc thiết kế, xây dựng và vận hành các nhà máy này mà không cần đặt các lò phản ứng trên lãnh thổ quốc gia.
Trong thập kỷ qua, Ý đã trở thành một trong những nhà sản xuất năng lượng tái tạo lớn nhất thế giới, xếp hạng thứ hai tại Liên minh châu Âu sau Đức và thứ chín trên thế giới. Nước này cũng là nước sản xuất năng lượng từ điện mặt trời lớn thứ 5 thế giới. Năng lượng tái tạo chiếm 27,5% tổng lượng điện được sản xuất ở Ý, riêng thủy điện đạt 12,6%, tiếp theo là năng lượng mặt trời 5,7%, gió 4,1%, năng lượng sinh học 3,5% và địa nhiệt 1,6%. Phần còn lại là từ nhiên liệu hóa thạch (38,2% khí đốt tự nhiên, 13% than đá, 8,4% dầu) đều được nhập khẩu.

### Vận tải

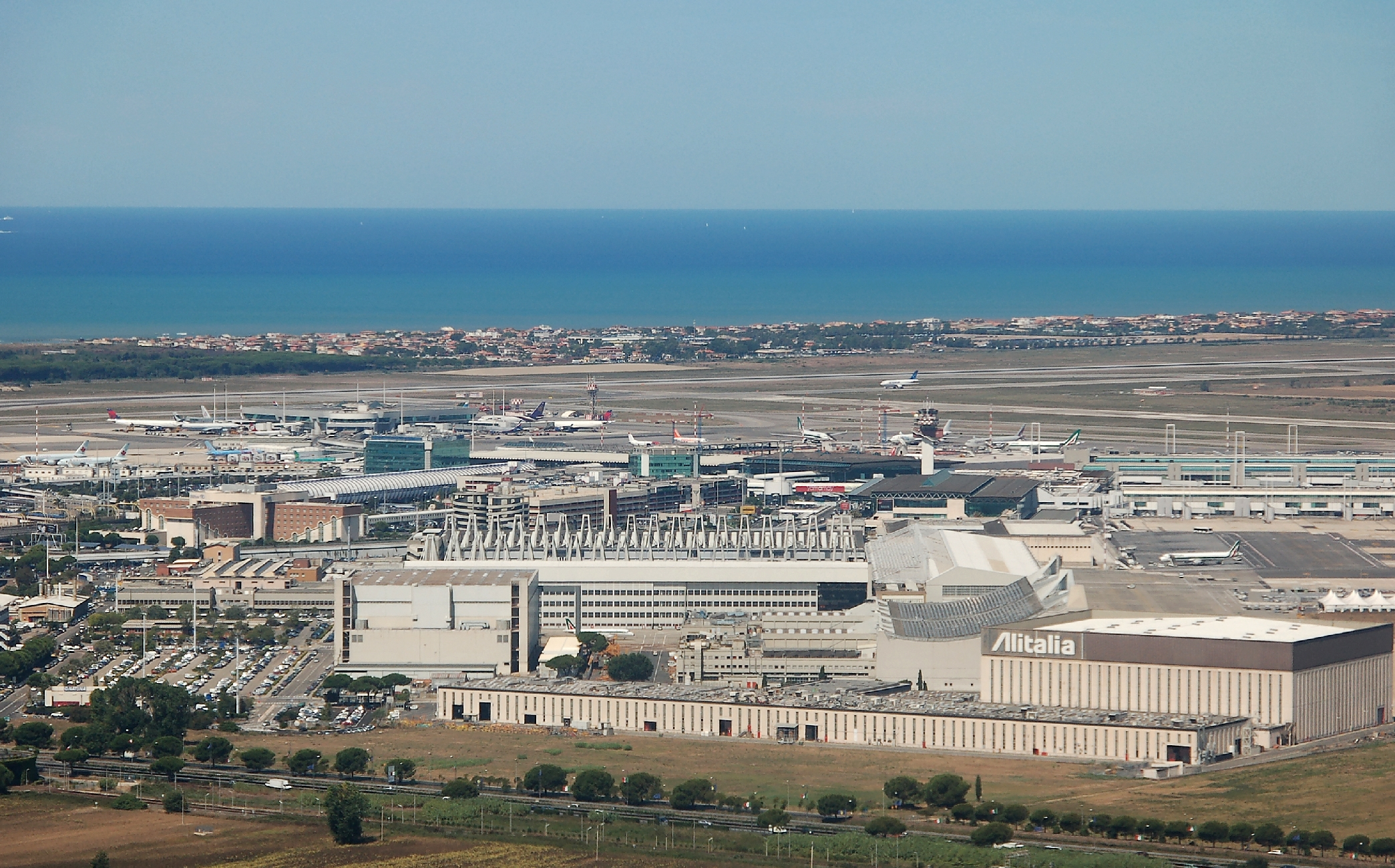
Sân bay Roma Fiumicino là sân bay bận rộn thứ 8 tại châu Âu vào năm 2014.

Ý là quốc gia đầu tiên trên thế giới xây dựng "đường cao tốc" dành riêng cho các phương tiện cơ giới. Đường cao tốc Milano-Laghi, nối liền Milan với Varese bây giờ là một phần của đường cao tốc A8 và A9 do Piero Puricelli, một kỹ sư dân dụng và là doanh nhân thiết kế. Ông từng nhận được giấy phép xây dựng đường cao tốc công ích đầu tiên vào năm 1921 và hoàn thành việc xây dựng nó từ năm 1924 đến năm 1926. Đến cuối những năm 1930, hơn 400 km đường ô tô làn hai làn và đa làn đã được xây dựng trên khắp nước Ý, nối liền các thành phố với những thị trấn nông thôn. Ngày nay, có tổng cộng 668,721 km đường có thể sử dụng được ở Ý, trong số đó 6,661 km đường được dành cho ô tô (chủ yếu là đường thu phí, đường quốc gia và đường địa phương), thuộc sở hữu nhà nước nhưng được vận hành bởi công ty tư nhân Atlantia.
Mạng lưới đường sắt cũng trải dài rộng khắp trên toàn quốc đặc biệt là ở phía Bắc với tổng cộng 16.862 km đường sắt đang hoạt động, trong đó 69% là chạy bằng điện để 4.937 đầu máy và toa xe lưu thông. Ý là quốc gia có mạng lưới đường sắt nhiều thứ 12 trên thế giới, các tuyến đường sắt này đều được vận hành bởi công ty nhà nước Ferrovie dello Stato, trong khi cơ sở hạ tầng do Rete Ferroviaria Italiana quản lý. Một số tuyến đường sắt tư nhân chuyên cung cấp dịch vụ tàu khách, các tuyến đường sắt quốc gia cũng cung cấp dịch vụ đường sắt cao tốc tại hầu hết các thành phố lớn. Đường sắt cao tốc Florence - Rome là tuyến đường sắt cao tốc đầu tiên được khai trương ở châu Âu khi hơn một nửa trong tổng số km chiều dài của tuyến ngày nay được khai trương vào năm 1977. Năm 1991, TAV được thành lập nhằm xây dượng kế hoạch cho các tuyến đường sắt cao tốc dọc theo các tuyến vận tải quan trọng nhất của Ý  (Milan-Rome-Naples và Turin-Milan-Venice). Tàu cao tốc của Ý có tàu hạng ETR với chiếc Frecciarossa 1000 có thể đạt được vận tốc lên tới 400 km/h.

Con đường tơ lụa thế kỷ 21 với các điểm nối đến Ý

Ý có tổng cộng khoảng 130 sân bay, 99 sân bay trong số đó có đường băng trải nhựa (bao gồm hai sân bay lớn là sân bay quốc tế Leonardo da Vinci ở Roma và sân bay quốc tế Malpensa ở Milan) và 43 cảng biển chính bao gồm Cảng Genova là cảng biển lớn nhất đất nước và bận rộn thứ ba theo số tấn hàng hóa trên biển Địa Trung Hải. Do tầm quan trọng ngày càng tăng của Con đường tơ lụa trên biển nối liền châu Á với Đông Phi, các cảng biển của Ý ở Trung và Đông Âu đã trở nên quan trọng trong những năm gần đây. Ngoài ra, hoạt động thương mại hàng hóa đang chuyển dịch từ các cảng phía Bắc của Châu Âu sang các cảng thuộc vùng biển Địa Trung Hải nhờ sự tiết kiệm đáng kể về mặt thời gian và bảo vệ môi trường. Đặc biệt, cảng nước sâu Trieste ở cực bắc của biển Địa Trung Hải đang là mục tiêu đầu tư của Ý, các nước thuộc châu Á và châu Âu. Mạng lưới đường thủy nội địa quốc gia bao gồm 1.477 km sông và hàng hải. Năm 2007, Ý duy trì một đội bay dân sự có khoảng 389.000 chiếc và một đội tàu buôn 581 chiếc.

## Nghèo đói
Năm 2015, tình trạng nghèo đói ở Ý đạt mức cao nhất trong 10 năm qua. Thu nhập được xem là xếp vào diện nghèo đói tuyệt đối của một gia đình hai người là 1050,95 EUR/tháng. Chuẩn nghèo bình quân đầu người thay đổi theo khu vực từ 552,39 EUR/tháng đến 819,13 EUR/tháng. Số người được xếp vào dạng nghèo tuyệt đối đã tăng lên gần một phần trăm vào năm 2015, từ 6,8% năm 2014 lên 7,6% vào năm 2015. Tại miền Nam, con số thậm chí còn cao hơn với 10% người dân sống trong tình trạng nghèo đói tuyệt đối, tăng từ 9% vào năm 2014. Miền Bắc khá giả hơn ở mức 6,7%, nhưng đây vẫn là mức tăng từ 5,7% vào năm 2014.
Cơ quan báo cáo thống kê quốc gia, ISTAT, đưa ra mức nghèo đói tuyệt đối là những người không thể mua những loại hàng hóa và dịch vụ thiết yếu để tồn tại. Năm 2015, tỷ lệ hộ nghèo tương đối cũng tăng lên 13,7% từ mức 12,9% của năm 2014. ISTAT định nghĩa nghèo tương đối là những người có thu nhập khả dụng thấp hơn khoảng một nửa mức trung bình của cả nước. Tỷ lệ thất nghiệp vào tháng 2 năm 2016 vẫn ở mức 11,7% gần như không có sự khác biệt trong một năm qua, tuy nhiên ngay cả khi việc có việc làm cũng không đảm bảo việc thoát khỏi đói nghèo. Tỷ lệ các hộ gia đình có ít nhất một thành viên trong gia đình có việc làm mà vẫn rơi vào tình trạng nghèo đói đã tăng từ 6,1% lên thành 11,7%, con số này thậm chí còn cao hơn ở những người có công việc là công nhân trong các nhà máy. Con số này thậm chí còn cao hơn đối với các thế hệ trẻ vì tỷ lệ thất nghiệp của họ là hơn 40%. Ngoài ra, trẻ em cũng bị ảnh hưởng nặng nề. Vào năm 2014, 32% những người trong độ tuổi 0–17 có nguy cơ rơi vào tình trạng nghèo đói hoặc bị xã hội loại trừ, tức là cứ ba người trẻ trong độ tuổi này thì có một người thuộc diện nghèo đói. Trong khi ở miền Bắc, tỷ lệ nghèo tương đương với Pháp và Đức, thì ở miền Nam, con số này gần như gấp đôi. Trong báo cáo ISTAT gần đây nhất, tình trạng nghèo đói đang được giảm dần.